# Oreothlypis crissalis
La reinita de Colima o chipe de Colima (Oreothlypis crissalis) es una especie de ave paseriforme de la familia Parulidae que vive en México y una reducida área de Texas (Estados Unidos).

## Descripción
Es un chipe de plumaje fundamentalmente gris, con la garganta, pecho y vientre más claros y las alas y la cola más oscuras. La rabadilla es amarilla oliváceo. En la cabeza gris hay una corona rojiza pálida y un anillo ocular blanco, no siempre evidentes. Mide entre 11 y 13 cm de longitud cuando adulto; machos y hembras son similares. Los juveniles tienen matices pardos y dos barras claras en cada ala.
La descripción de esta especie resulta muy similar a la del chipe gorrigrís pechiamarillo (V. virginiae). Se distingue por ser claramente mayor, de un plumaje más oscuro, y por carecer de mancha amarilla en el pecho.

## Hábitat y distribución
Habita en bosques de coníferas o de encinos de clima templado húmedo o semihúmedo y altitud media.
Su área de reproducción comprende desde los Montes Chisos, en Texas, a lo largo de Coahuila hasta el norte de San Luis Potosí. En invierno migra al sur, y se distribuye por el sur de la Sierra Madre Occidental, en la Sierra Madre del Sur y en el Eje Neovolcánico, desde Sinaloa y Durango a Guerrero, y de Jalisco hasta el Distrito Federal.
Construyen un nido en forma de taza donde la hembra pone 4 huevos blancos con manchas pardas.